# ナモイカブトガメ
ナモイカブトガメ（Elseya bellii）は、爬虫綱カメ目ヘビクビガメ科カブトガメ属（Wollumbinia属やMyuchelys属とする説もあり）に分類されるカメ。別名ベルカブトガメ。

## 分布
E. b. bellii
オーストラリア（ニューサウスウェールズ州のグワイダー川、ナモイ川、マクドナルド川）固有種
E. b. dorriani
オーストラリア（クイーンズランド州南西部）

## 形態
最大甲長29センチメートル。背甲は扁平で、上から見ると楕円型。項甲板がある。背甲の甲板に筋状の盛り上がり（キール）がない。背甲の色彩は黒や黒褐色。腹甲の色彩は黒や暗褐色。
頭部は小型。虹彩は暗黄色。頸部背面の棘状鱗は小型。頭部や四肢の色彩は灰色や暗褐色。口角から鼓膜下部、頸部腹面にかけて白や淡黄色の筋模様が入るが、成長に伴い不明瞭になる。
幼体は腹甲の色彩が淡黄色で、黒い斑紋が入る。成長に伴い腹甲は暗色一色になる。

## 分類
カブトガメ属は形態からノコヘリカブトガメとカミツキカブトガメの2つのグループに分かれるとされ、本種はそのうちノコヘリカブトガメグループに属する。分子系統学的からカミツキカブトガメグループが、ノコヘリカブトガメグループよりもマゲクビガメ属に近縁とされたためノコヘリカブトガメグループをWollumbinia属として分割する説（Wollumbinaを裸名としてMyuchelys属とする説もあり）もある。
クイーンズランド州南西部に隔離分布する個体群を亜種とする説もあるが、分子系統学的解析では基亜種と明瞭な差異はないとされる。
- Elseya bellii bellii　(Gray, 1844)
- Elseya bellii dorriani　Wells, 2002

## 生態
水生植物が繁茂する流れの緩やかな河川やその周辺にある水たまりなどに生息する。日光浴を好む。
食性は植物食傾向の強い雑食で（後述のように眼の疾患を患う個体が多いため本来の食性でない可能性もある）、植物の葉や花、水草、果実、藻類、昆虫、甲殻類などを食べる。
繁殖形態は卵生。基亜種は10-翌1月に1回に8-23個の卵を産む。卵は27℃の環境下で80日で孵化した例がある。

## 人間との関係
種小名belliiはThomas Bellへの献名。亜種小名dorrianiはChris Dorrianへの献名。
原因不明の眼の疾患が蔓延し、半数以上の個体が失明している地域もある。オーストラリアおよびニューサウスウェールズ州では保護の対象とされている。
オーストラリアは野生動物の輸出を禁止しているため、世界的に本種はペットとして流通していない。